# Province d'Al Hoceïma
La province d'Al Hoceïma (en amazighe : ⵜⴰⵙⴳⴰ ⵏ ⵜⵖⵣⵓⵜ) est une subdivision à dominante rurale de la région de Tanger-Tétouan-Al Hoceïma. Elle tire son nom de son chef lieu, Al Hoceïma la principale ville du Rif.

## Géographie

### Localisation
La province d'Al Hoceïma est située à l'est de la région de Tanger-Tétouan-Al Hoceïma. Elle couvre une superficie d'environ 3 350 km².
Elle est bordée par :
- la mer Méditerranée au nord ;
- la province de Nador à l'est ;
- les provinces de Taza et de Taounate au sud ;
- la province de Chefchaouen à l'ouest.

|                                                     | Mer Méditerranée      |                               |
| province de Chefchaouen (Tanger-Tétouan-Al Hoceïma) | province d'Al Hoceïma | province de Nador (Oriental)  |
| province de Taounate (Fès-Meknès)                   |                       | province de Taza (Fès-Meknès) |

### Villes
Neuf de ses localités sont considérées comme des villes dans le cadre du recensement : les municipalités d'Al Hoceïma, de Bni Bouayach, d'Imzouren, de Targuist et d'Ajdir, et les centres urbains des communes rurales d'Aït Youssef Ou Ali, de Bni Hadifa, d'Imrabten et d'Issaguen.

## Administration et politique

### Découpage territorial
Selon la liste des cercles, des caïdats et des communes de 2008, telle que modifiée en 2010, puis en 2013 :
- la province d'Al Hoceïma est composée de 36 communes, dont 5 communes urbaines (ou municipalités) : Al Hoceïma, le chef-lieu, Bni Bouayach, Imzouren, Targuist et Ajdir ;
- les 31 communes rurales restantes sont rattachées à 17 caïdats, eux-mêmes rattachés à 4 cercles :
  - cercle de Bni Boufrah :
    - caïdat de Bni Boufrah : Bni Boufrah et Senada,
    - caïdat de Bni Gmil Mesttassa : Bni Gmil Maksouline et Bni Gmil ;

  - cercle de Bni Ouriaghel :
    - caïdat d'Arbaa Taourirt : Arbaa Taourirt et Chakrane,
    - caïdat de Nekkour : Nekkour et Tifarouine,
    - caïdat de Bni Hadifa : Bni Hadifa et Zaouïat Sidi Abdelkader,
    - caïdat de Beni Abdallah : Beni Abadallah,
    - caïdat d'Aït Youssef Ou Ali : Aït Youssef Ou Ali et Louta,
    - caïdat d'Imrabent : Imrabten,
    - caïdat d'Izzemouren : Izzemouren et Aït Kamra,
    - caïdat de Rouadi : Rouadi ;

  - cercle de Targuist :
    - caïdat de Bni Ammart : Bni Ammart et Sidi Bouzineb,
    - caïdat de Sidi Boutmim : Sidi Boutmim, Zarqet et Beni Bchir,
    - caïdat de Bni Bounsar : Bni Bounsar et Bni Ahmed Imoukzan ;

  - cercle de Ketama :
    - caïdat de Ketama : Ketama et Tamsaout,
    - caïdat d'Issaguen : Issaguen et Moulay Ahmed Chérif,
    - caïdat de Tabarrant : Bni Bouchibet et Taghzout,
    - caïdat d'Ikaouen : Abdelghaya Souahel.

## Économie

### Tourisme

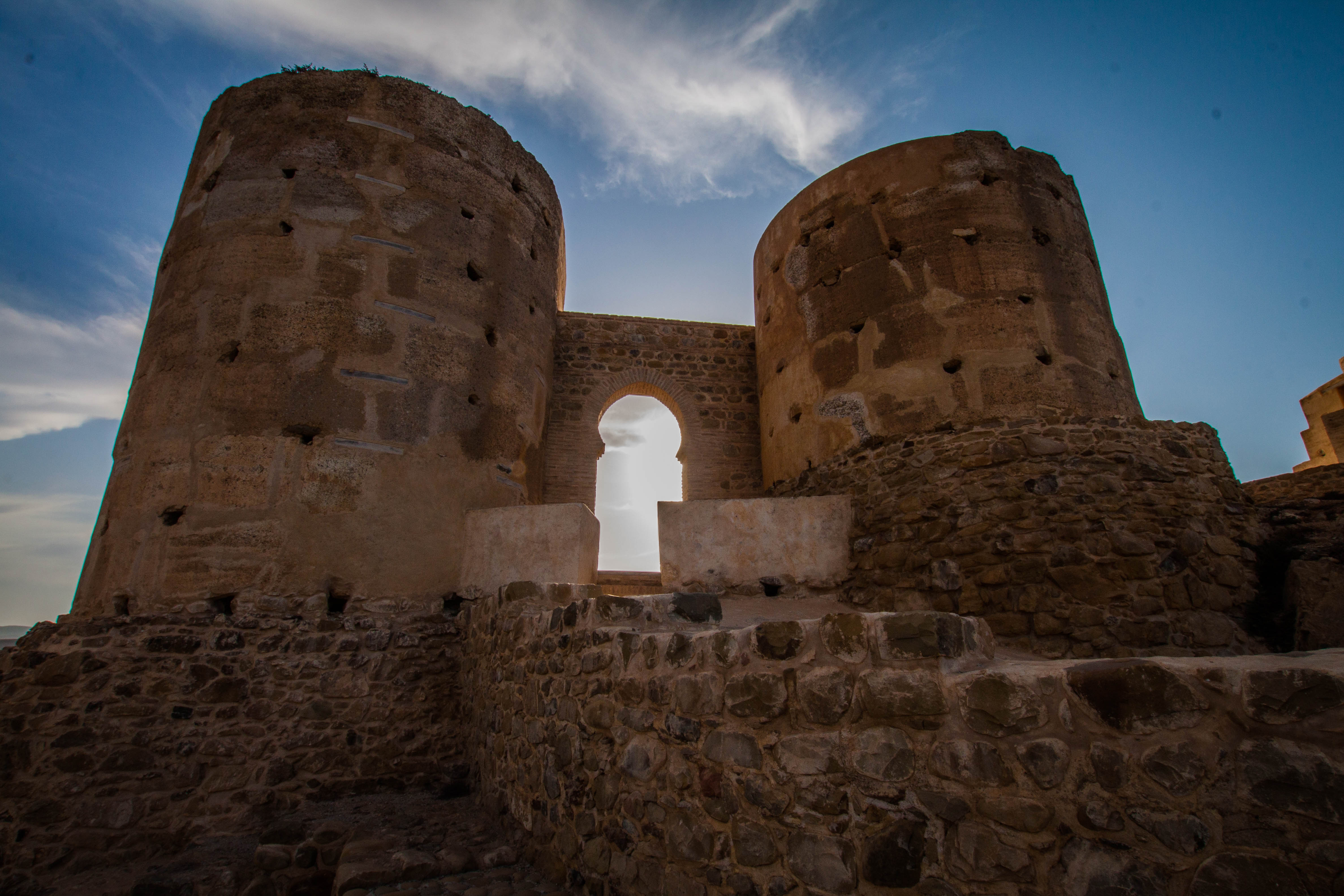
Entrée de la forteresse Torres de Alcala.

La province d'Al Hoceïma abrite un parc national qui recouvre toute la partie de la tribu des Ibaqouyen, avec ses douars pittoresques comme Adouz et Taoussart qui se trouve dans la commune rurale de Rouadi où se tient l'un des plus grands souks de la province.
Elle dispose également de belles baies (la baie d'Al Hoceïma ou, dans une moindre mesure, celles de Cala Iris et de Mestassa), ainsi que de plages de qualité (Asfiha, Bades, Cala Bonita, Espalmadero, Quemado, Sabadia, Souani et Tala-Youssef).
Le mont Tidighine, chez les Senhaja Sraïr dans la province d'Al Hoceïma, est un site naturel remarquable qui attire quelques visiteurs pour sa beauté et ses paysages. Ce lieu, encore peu connu, offre une immersion dans la culture amazighe locale et un cadre idéal pour la randonnée et la découverte de la nature rifaine.